# San Javier (Medellín)
La Comuna n.º 13 San Javier es una de las 16 comunas de la ciudad de Medellín, Colombia. Está localizada al occidente de la Zona Centro Occidental de la ciudad, limita por el norte con la comuna Robledo, por el oriente con La América y Laureles-Estadio; por el sur con el corregimiento de Altavista, y al occidente con los de San Cristóbal y Altavista.

## Geografía
En la comuna 13 de Medellín, las pendientes se encuentran hacia el extremo occidental, hasta la cota 1650 límite del perímetro urbano. En algunos sectores se presentan pendientes muy altas y escarpadas (45-60). En esta comuna existen algunas zonas caracterizadas como de alto riesgo potencial de desastres naturales, las mismas se ubican básicamente en sectores de los barrios Blanquizal, Independencias I, II y III, Nuevos Conquistadores, Belencito, El Corazon, Betania, en las márgenes de la quebrada Ana Díaz, Arenera Monteverde y Barrio La Quiebra, en los sectores La Divisa y Metropolitano. Lo que determinó que algunos barrios y sectores salieran del perímetro según el último acuerdo citado. 
Debido a su posición geográfica sus pobladores fueron golpeados fuertemente por la violencia de actores armados al margen de la ley, al convertirse en un corredor de drogas y armas. Se buscó la pacificación de la violencia en el territorio con la Operación Orión (2002) a cargo del comandante  Mario Montoya del Ejército Nacional de Colombia. En esta operación hubo 80 civiles heridos, 17 homicidios cometidos por la Fuerza Pública, 71 personas asesinadas por los paramilitares, 12 personas torturadas, 92 desapariciones forzadas y 370 detenciones arbitrarias, según la Corporación Jurídica Libertad. No obstante, y luego de las 17 operaciones realizadas entre los días 16 y 17 de octubre de 2002, la comuna 13 de San Javier y todos sus barrios han gozado de una relativa mejora en cuanto a la calidad de vida, sobre todo en parte por la red de colectivos comunitarios que allí viven. Actualmente, la comuna 13 es un atractivo turístico muy importante en la ciudad de Medellín.

Cuenta con varias quebradas y caños, entre otros, La Leonarda, La Hueso, La Iguaná, Ana Díaz, La Picacha, La Salada, Los Sauces, La Ladrillera, El Saldo, La Bolillala, La Matea, Los Alcazares, La Mina, las Peñitas, El Paraíso, la Pradera, La Magdalena, La Pelahueso, Los Sanjones, El Coco y Santa Mónica.
En la comuna existen algunas explotaciones de materiales, entre otros Triturados Monteverde, Ladrillera el Noral, Arenera el Socorro, Finca Villa Elvira, Agregados San Javier.

## Demografía
| Rango de edad | n.º de habitantes | % Porcentaje |
| ------------- | ----------------- | ------------ |
| 0 - 14        | 30.781            | 22.8         |
| 15 - 39       | 56.655            | 42.1         |
| 40 - 64       | 37.082            | 27.5         |
| 65 y más      | 9.954             | 7.4          |
| Total         | 134,472           | 100.0        |

De acuerdo con las cifras presentadas por el Anuario Estadístico de Medellín de 2005, San Javier cuenta con una población de 134,472 habitantes, de los cuales 58,983 son hombres y 75,489 son mujeres. Como puede observarse en el cuadro, la gran mayoría de la población está por debajo de los 39 años (64.9%) del cual el mayor porcentaje lo aporta la población adulta joven (42.1%) con rango de edad de 15 a 39 años. Solo un 7.4% representa a los habitantes mayores de 65 años es decir la población de la tercera edad.

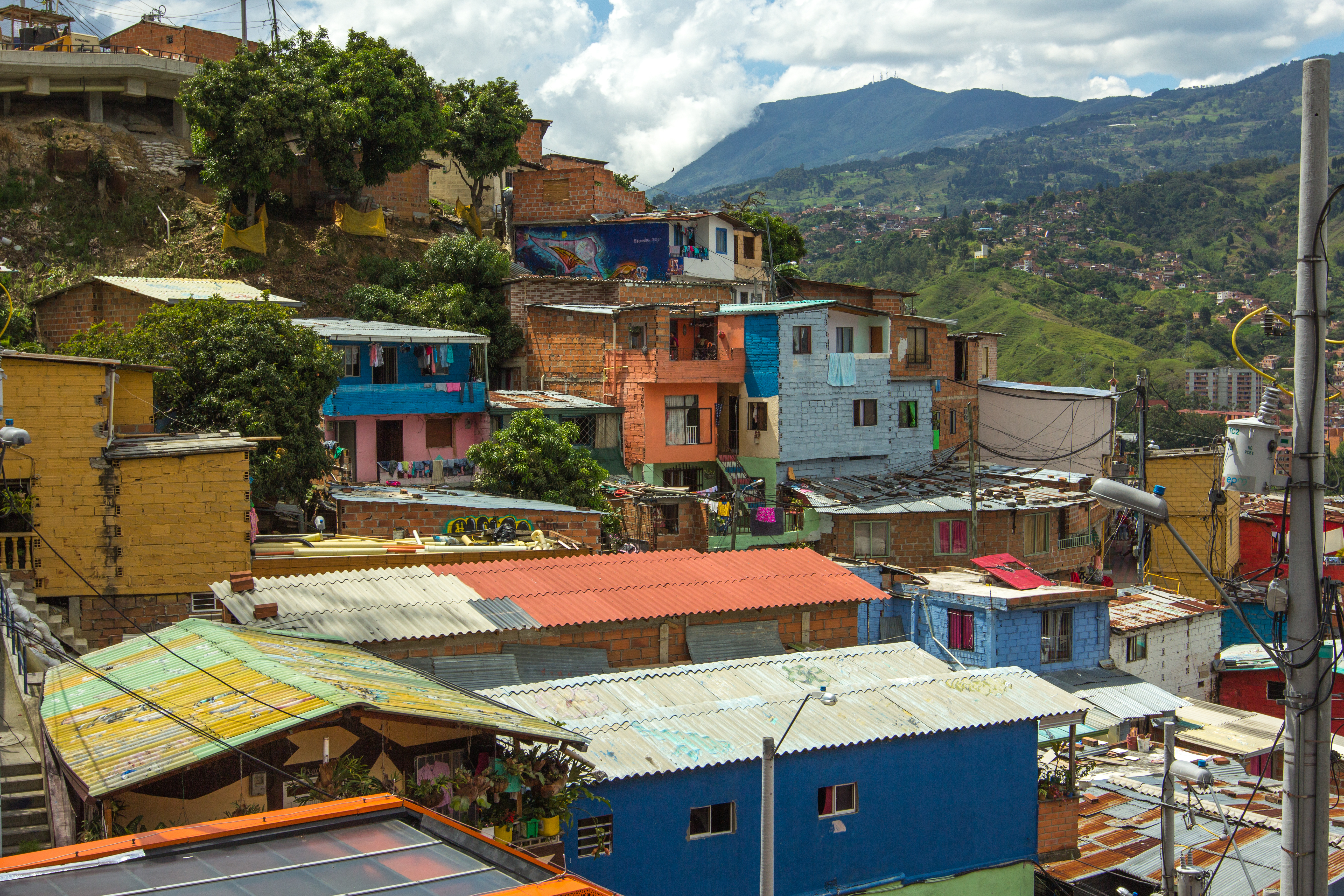
Cerros de San Javier.

Según las cifras presentadas por la Encuesta Calidad de Vida 2005 el estrato socioeconómico con mayor porcentaje en San Javier es el 1 (bajo), el cual comprende el 35.7 % de las viviendas; seguido por el estrato 3 (medio-bajo), que corresponde el 30.9 %; le sigue el estrato 2 (bajo) con el 27.7 %, y el restante 5.7 % corresponde al estrato 4 (medio).
San Javier se desarrolla en una extensión de 700 hectáreas, con una densidad de 192 habitantes por hectárea o 19.210 habitantes por kilómetro cuadrado, siendo esta la comuna más densamente poblada.

### Etnografía
Según las cifras presentadas por el DANE del censo 2005, la composición etnográfica de la comuna es: 
- Mestizos & Blancos (92,9%)
- Afrocolombianos (7,0%)
- Indígenas (0,1%)

## División

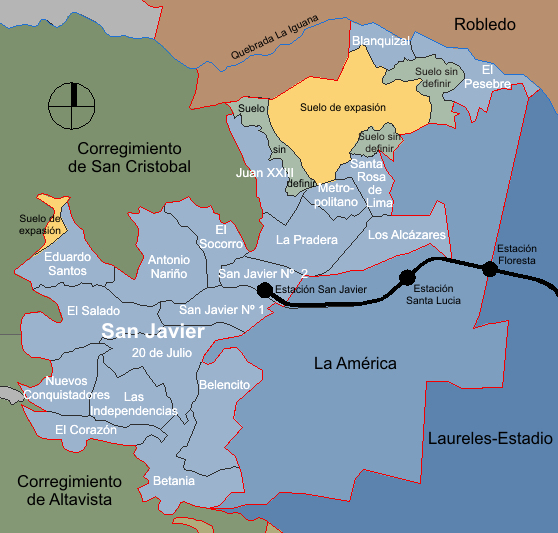
División barrial.

La comuna está conformada por 21 barrios, los cuales son:
| - El Pesebre - Blanquizal - Santa Rosa de Lima - Los Alcázares - Metropolitano - La Pradera - Juan XXIII - La Quiebra - Antonio Nariño - San Javier n.º 1 - San Javier n.º 2 | - Veinte de Julio - El Salado - Nuevos Conquistadores - Las Independencias - El Corazón - Belencito - Betania - La Divisa - Eduardo Santos - El Socorro |

## Economía y usos del suelo
El uso predominante en la Comuna n.º 13 San Javier es el residencial, solamente hay algunas zonas con uso social obligado, unos pequeños corredores de comercio y un centro de sector.

## Infraestructura vial y transporte

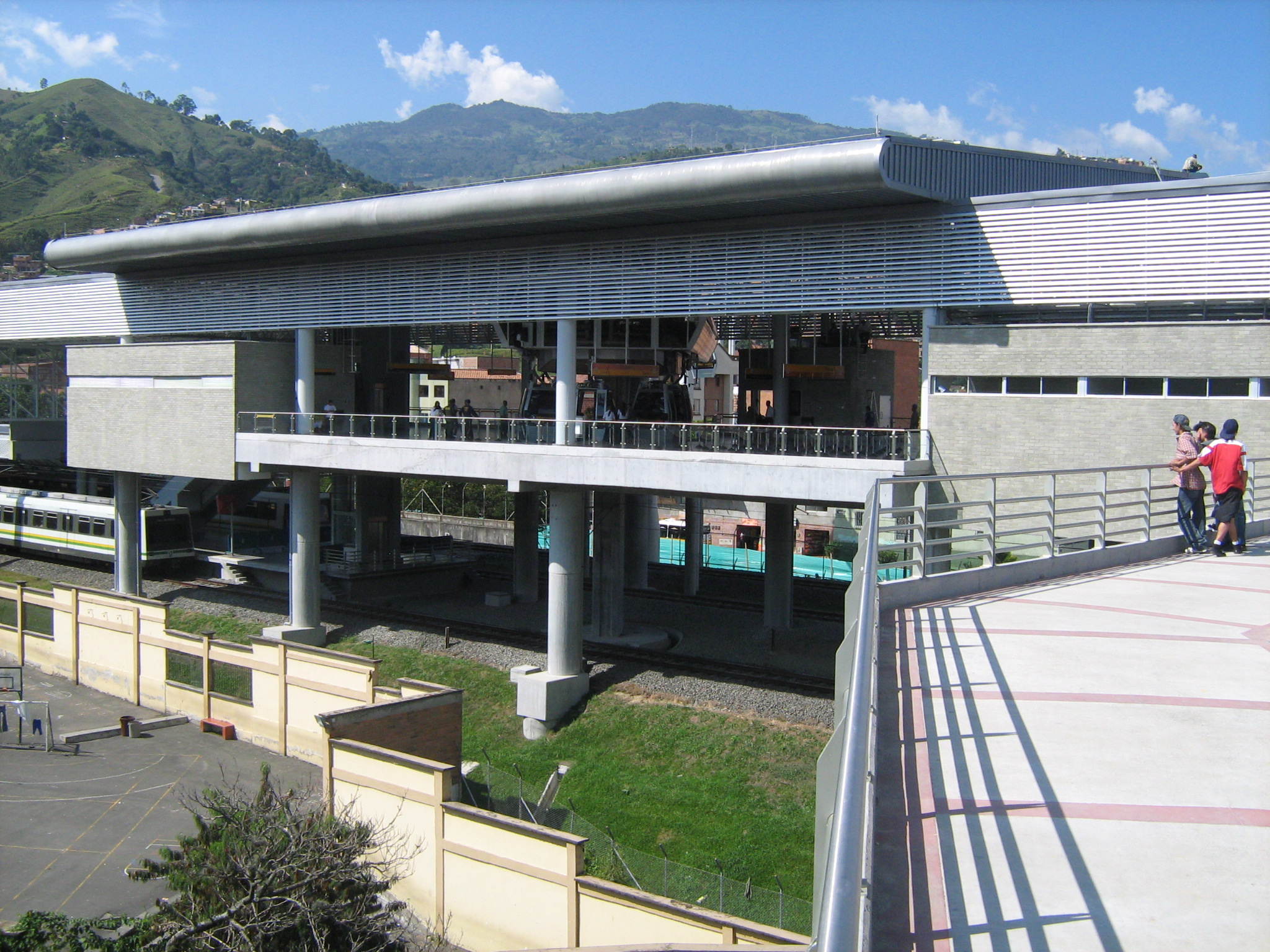
La Estación San Javier del Metro de Medellín.

Este aspecto es deficiente en el extremo occidental de la comunidad que por sus condiciones físicas no permite un adecuado desarrollo vial. Los barrios tradicionales presentan un manzaneo regular y vías con buenas especificaciones.
Las vías más importantes por sus especificaciones, flujo vehicular y capacidad para conectar barrios entre sí, son las calles 44 y 48 y las carreras 92, 93, 99 y 108.
Desde 1996, la comuna 13 cuenta con una estación del Metro de Medellín, la Estación San Javier ubicada en el extremo oriental de la comuna. Además, como un aporte a la movilidad de una parte de la comuna 13, desde el 3 de marzo del 2008 la línea J del Metrocable, integrada a la línea B en la estación San Javier del Metro de Medellín, cruza el sector noroccidental de esta comuna, donde alberga dos de las estaciones: San Javier y Juan XXIII.

## Sitios de interés
- Biblioteca San Javier

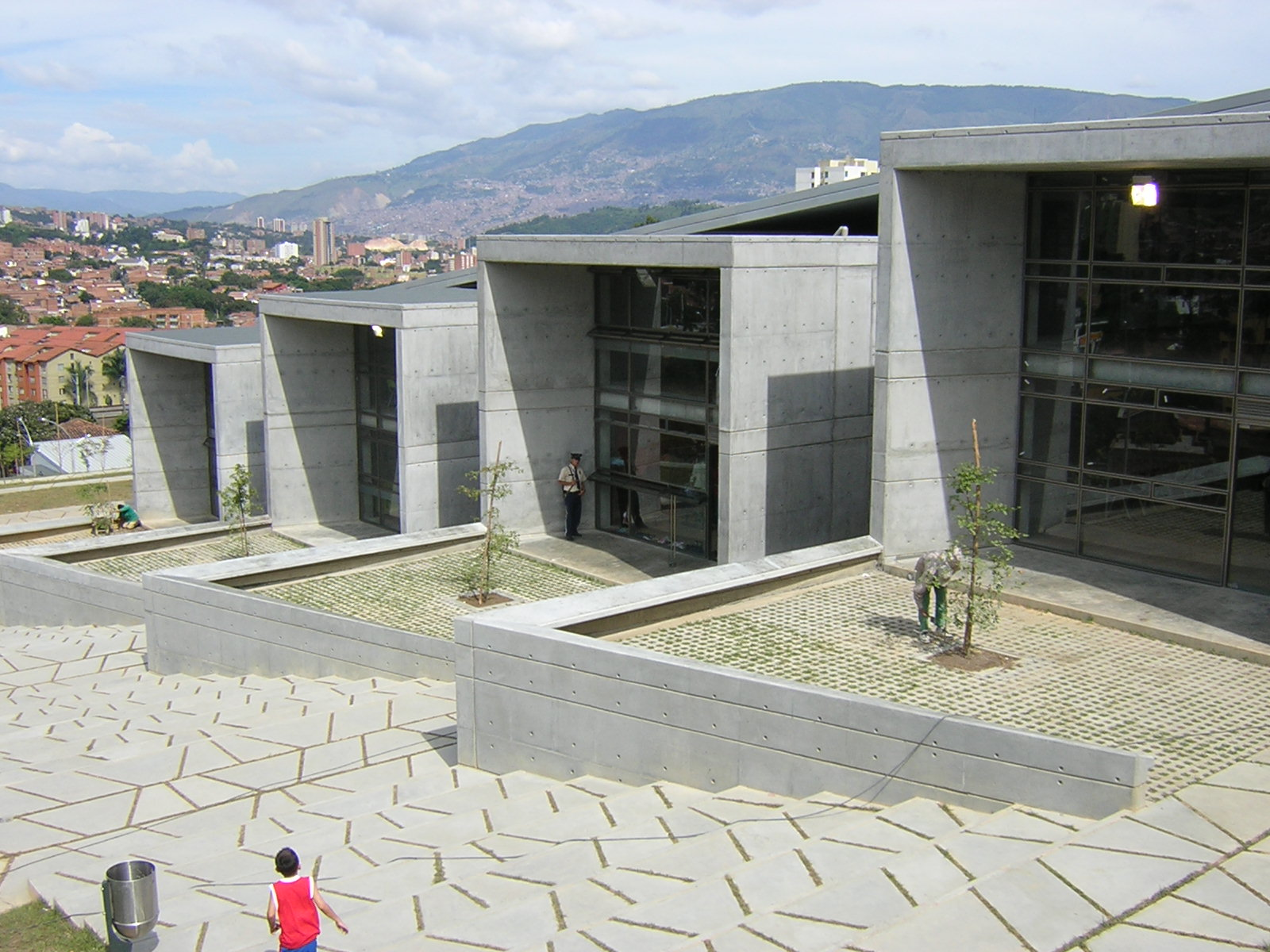
Fachada occidental de la Biblioteca San Javier.

- Línea J de metrocable (San Javier-La Aurora)
- Mirador del barrio Juan XXIII parte alta
- Escaleras eléctricas al aire libre (Las Independencias)[6]
- Graffiti Tour (Las Independencias)[7]
- Casa Kolacho (San Javier II)[8]
- Corredor verde de la Hueso ([Suramericana-]San Javier-Eduardo Santos)
- UVA San Javier «Huellas de vida» (Veinte de Julio)[9]
- Pantalla de agua (San Javier I)[10]
- Museo Escolar de la Memoria de la Comuna 13 - MEMC13, en la IE Eduardo Santos
- Ecoparque 13[11]
- Ciudadela universitaria de Occidente[12]